# 埃地区拉纳维尔
埃地区拉纳维尔（法語：La Neuville-en-Hez）是法国瓦兹省的一个市镇，属于克莱蒙区（Clermont）克莱蒙县（Clermont）。该市镇总面积28.42平方公里，2009年时的人口为976人。

## 人口
埃地区拉纳维尔人口变化图示